# Myotis evotis
Myotis evotis е вид бозайник от семейство Гладконоси прилепи (Vespertilionidae).

## Разпространение
Видът е разпространен в Канада (Албърта, Британска Колумбия и Саскачеван), Мексико и САЩ (Айдахо, Аризона, Вашингтон, Калифорния, Колорадо, Монтана, Небраска, Ню Мексико, Орегон, Северна Дакота, Уайоминг, Южна Дакота и Юта).